# Philippe Bachimon
Philippe Bachimon (né le 30 août 1955) est un géographe français.

## Recherches
Professeur de géographie du tourisme à l'université d'Avignon et des Pays de Vaucluse, chercheur au Laboratoire ESPACE-DEV (UMR 228 IRD) et associé à PACTE (UMR 5194). Ses recherches en tourisme, débutées sous la direction de Georges Cazes, portaient sur le tourisme et l'imaginaire, en particulier celui des îles et notamment Tahiti, où il a fait sa thèse (Tahiti entre mythes et réalités, édité au CTHS). Puis, avec sa nomination à l'Université d'Avignon et des pays du Vaucluse, ses recherches ont porté sur l'arrière-pays méditerranéen et le tourisme intérieur, à propos duquel il a approfondi la notion d'exotisme de proximité, et sur la montagne (Pyrénées, Atlas et Himalaya) travaillant sur la résidentialité et les paysages.